# Helena Zvánovcová
Helena Zvánovcová (* 8. srpna 1924 Soběslav) je česká stoletá žena, pedagožka a dlouholetá členka Sokola.

## Život
Helena Zvánovcová se narodila 8. srpna 1924 v jihočeské Soběslavi. Její dědeček František Ctibor byl v roce 1885 zakládajícím členem soběslavského Sokola. S rodinou bydlela na soběslavském náměstí, než se o tři roky později celá rodina přestěhovala do Dírenské ulice, kde Helena Zvánovcová zůstala po zbytek života. Její tatínek Rudolf Hřebík, československý legionář sloužící v Rusku, dům předělal a mimo obytný dům v něm byl i obchod. Přestavbu dokončil v roce 1938, ale bydlení bylo poskytnuto rodině z nacisty okupovaného pohraničí.
Studovala na gymnáziích v Táboře a později v Jindřichově Hradci, které ale bylo přesunuto do Soběslavi. Kromě přírodních věd se učila francouzštinu, němčinu a latinu. Mimo školu se učila i angličtinu. Odmaturovala v roce 1944. Po škole si udělala kvalifikační kurz na Pedagogické fakultě v Českých Budějovicích a získala kvalifikaci pro učitelství.
Během druhé světové války jí v den zastřelení protektora Reinharda Heydricha ve věku 56 let zemřel otec na mozkovou mrtvici. Po otci musela v sedmnácti letech převzít obchod. Mimo jiné musela dovážet načerno umleté obilí ze dvacet kilometrů vzdáleného mlýna. V tehdejším protektorátu úřadovalo stanné právo a za takový čin hrozilo zastřelení.
Ročníkům 1921 až 1924 za války hrozilo takzvané totální nasazení do továren vyrábějících zbraně a munici pro Německo. Továrny byly často odstřelovány. Při útocích zemřeli někteří její spolužáci. Totální nasazení Zvánovcová částečně oddalovala žloutenkou, až do doby kdy jí hrozila vážná zdravotní rizika. Tomu se nakonec vyhnula až sňatkem v roce 1943.
Celoživotně patřila do místního spolku Sokola. Po válce se v roce 1948 zúčastnila XI. všesokolského sletu a průvodu v Praze. Sokol tehdy vyjádřil nesouhlas s komunistickým směřováním republiky a prezidentem Klementem Gottwaldem.
Ve stejném roce byl rodinný obchod znárodněn. Začala pracovat na okresním národním výboru v Soběslavi a později v Táboře na odboru školství. Protože odmítla vstoupit do KSČ nemohla získat lepší pozici, a proto ze zaměstnaní odešla pracovat do mateřské školy.
Dne 21. srpna 1968 při obsazování republiky spřátelenými vojsky byl autobus, kterým se vracela z dovolené v Rumunsku, v Maďarsku zadržen a všichni cestující byli posláni do internačního tábora. Pokud by vláda Československa nepřijmula okupační podmínky, všichni by sloužili jako rukojmí.
V roce 1990 se podílela na obnovení soběslavského Sokola. Během druhé světové války byli jeho členové zatčeni a popraveni. Po nástupu nového režimu se již obnovit nepodařil. V roce 2004 byla vyznamenána bronzovou medailí za celoživotní obětavou práci pro Sokol.
Dne 8. srpna 2024 oslavila v rodné Soběslavi své sté narozeniny.
| „                   | Je důležité, aby lidé pro svůj názor nemuseli trpět. | “ |
| — Helena Zvánovcová |                                                      |   |